# Таураге
Таураґе або Тауроґи (лит. Taurage, нім. Tauroggen, рос. Таураге, Тауроги, пол. Taurogi) — місто на заході Литви, адміністративний центр Тауразького повіту. Розташоване на річці Юрі, недалеко від кордону з Калінінградською областю та недалеко від узбережжя Балтійського моря. У 2020 році його населення становило 21 520 осіб.
Хоча Таураге вперше згадується в 1507 р. воно отримало статут міста лише в 1924 р., а герб (срібний мисливський ріг на червоному тлі) — у 1997 р. Серед відомих будівель міста — замок (митниця Російської імперії XIX ст.), нині приміщення Тауразького краєзнавчого музею, Туристичний інформаційний центр, пошта, красиві будівлі міжвоєнного періоду (20 ст.), кілька церков: лютеранська (1843), католицька (1904) і православна (1933). У місті працюють литовські, шведські та данські заводи. Нині Таураге славиться своїми автомобільними ринками та парками пригод.
Міський голова - Сігітас Мічюліс. 

## Назва
Литовською «Tauragė» є сполученням двох слів: «tauras», що означає «зубр», і «ragas», що означає «роги», звідки і герб міста. Жемайтійською мовою це місто відоме як Tauragie, німецькою – Tauroggen, польською – Taurogi. Історично — Tauroggen (Таурогген) або Taurogi (Таурогі)).

## Історія

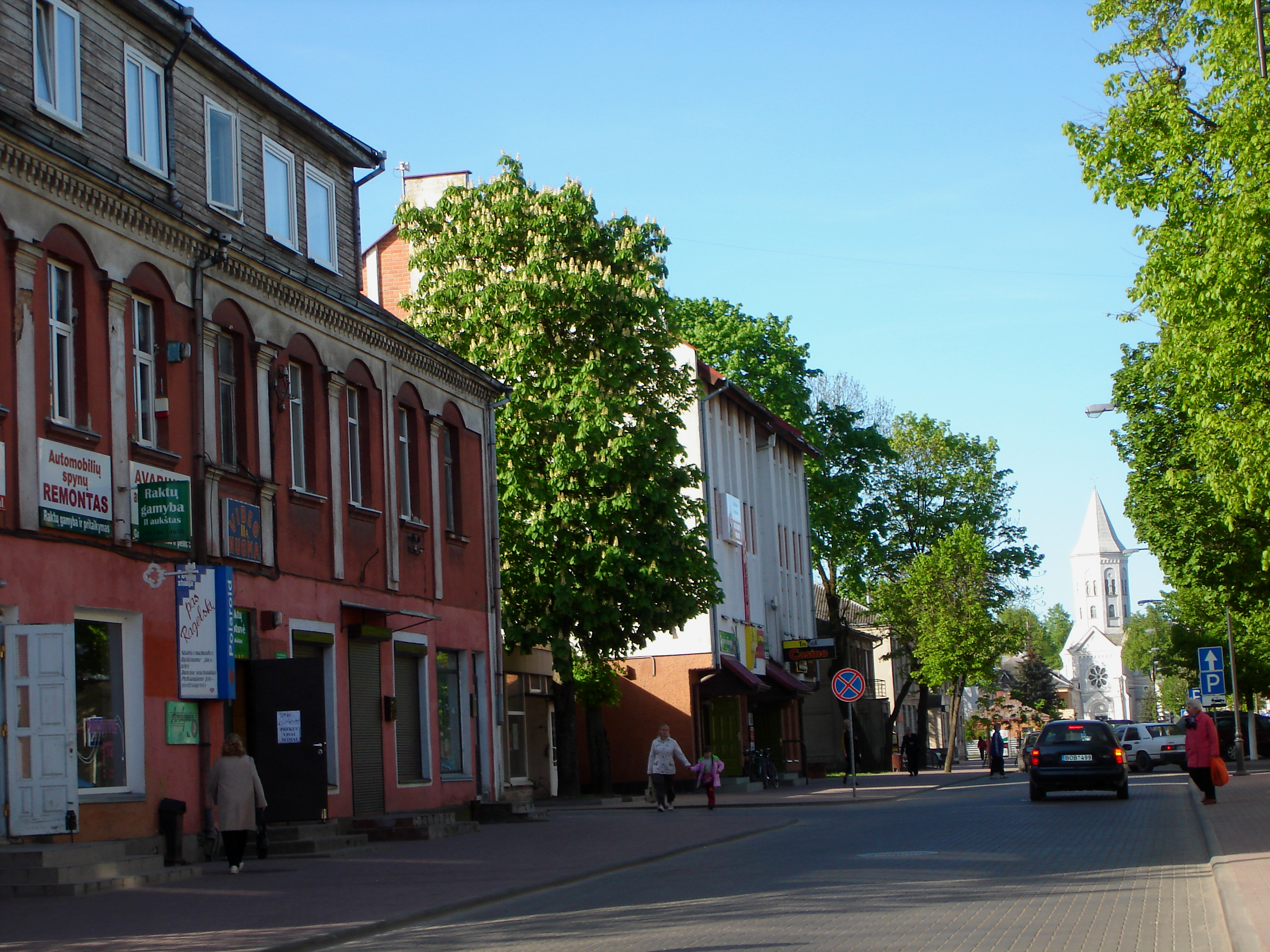
Старе місто Таураге

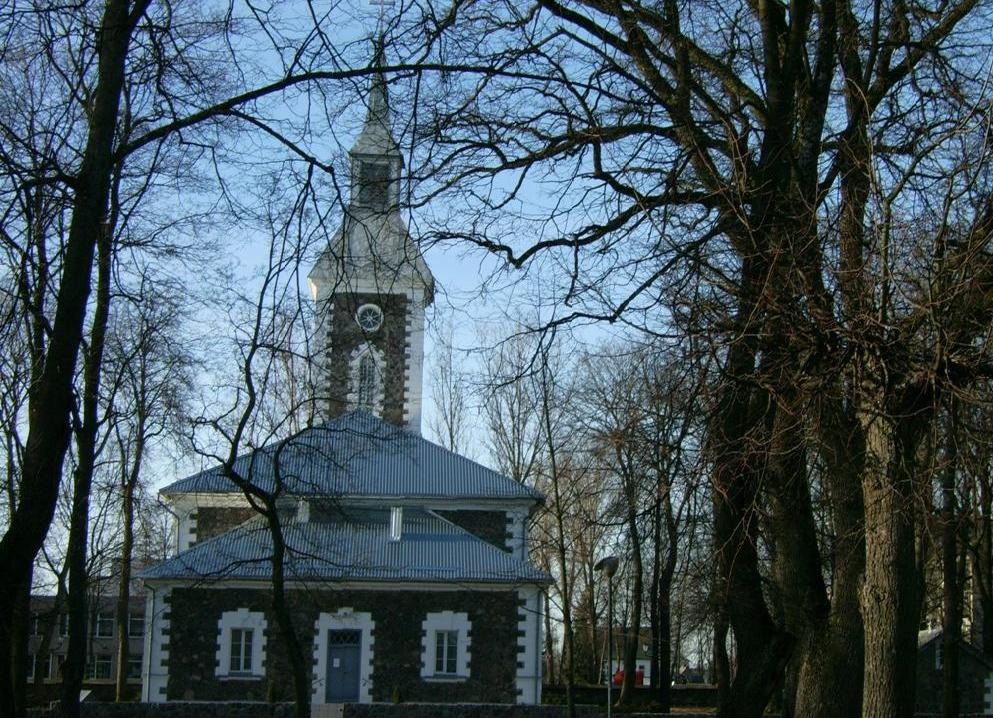
Тауразька лютеранська церква

Таураге розташоване між двома балтійськими племенами, на межі двох історичних регіонів. У документах 13 ст. король Литви Міндовг згадує, що існують землі під назвою Karšuva (Carsovia) і Skalva (Scalovia). Напередодні агресії Тевтонського ордену Скалва була розташована на південний захід від нинішнього міста. Його населяло балтійське плем'я «Skalviai» (скалов'яни). На північному сході була земля під назвою Жемайтія (Самойтія), де мешкали жемайти). Каршува, регіон, який існував на цих землях, був іншим, тому що народи мали кров «куршів» (курів) і «ламатичів» (ламатів), двохї сусідніх балтійських племен. Заселяючи північні кордони Скальви, карсов'яни зближуються зі скалов'янами. Навіть походження назви Karšuva (Carsovia) можна пов’язати з етнонімом Kuršiai (курші), який у старих історичних джерелах записується як «Cori, Corres, Kauren».
Коли почалася війна з Тевтонським орденом, етнічні та адміністративні кордони почали швидко змінюватися. Можливо, що наприкінці XIII ст. і початку XIV ст., коли Скальва зазнала великих втрат, жемайти, підтримані правителями Великого князівства Литовського, намагалися просуватися на південний захід. Але через безперервні напади Тевтонського ордену в 14 ст. їм довелося відступити. Тільки в 15-16 ст., коли війни закінчилися, жемайти повернулися на свої колишні землі. У той час північні частини Скальви, які залишилися Литві, були заселені жемайтами, оскільки більшість скалов'ян загинула або втекла під час нападів Ордену..
Таураге вперше згадується в 1507 р., місто було центром лютеранства в Литві. Незважаючи на те, що земля Таураге належала до Великого князівства Литовського, був цікавий період, коли земля Таураге належала правителям Східної Пруссії в економічному плані. З 1691 по 1795 рр. Таураге належало герцогству Бранденбург-Пруссія], після одруження маркграфа Людвіга Бранденбурзького з принцесою Людвікою Кароліною Радзивілл. Згодом, у 1795, як і майже все Велике князівство Литовське, місто увійшло до складу Російської імперії.
21 червня 1807 р. в Таураге російський цар Олександр I підписав перемир'я з Наполеоном I, за яким незабаром слідували Тільзітські мирні угоди. 30 грудня 1812 р. прусський генерал Людвіг Йорк фон Вартенбург підписав Таурагенську конвенцію, проголошуючи нейтралітет своїх військ, що фактично поклало край крихкому франко-прусському альянсу під час французького вторгнення в Росію (1812). У 1836 р. велика частина міста була знищена пожежею. Оноре де Бальзак зупинявся в Таураге в 1843 р.
У 1915 р. значна частина інфраструктури міста була зруйнована німецькими військами під час Першої світової війни. В часи незалежної Литовської Республіки (1918-1940 рр.) зруйноване війною місто швидко розросталося, зводилися нові сучасні будівлі, заводи. 9 вересня 1927 р. в Таураге спалахнуло повстання проти авторитарного правління президента Антанаса Сметони, але повстання було швидко придушене. Після анексії Литви Совєцьким Союзом у 1940 р. Тауразький замок був місцем ув'язнення для литовських політичних дисидентів. Багато місцевих жителів було заслано до Сибіру під час совєцької окупації у 1940 р. Коли 22 червня 1941 р. почалася Операція «Барбаросса», совєцькі війська відступили і Таураге було захоплене німцями, а точніше Вермахтом після важких бомбардувань того ж дня. Восени 1944 р. закінчилася німецька окупація, а совєцька влада прийшла на нову окупацію, яка тривала до 1990 р. Під час совєцької окупації місто було відбудоване та дуже швидко розрослося, хоча довоєнна архітектура старого міста не збереглася. Навіть стара ринкова площа та одна з головних вулиць, Кестучіо, були повністю зруйновані та забудовані. До наших днів збереглися лише деякі старі будівлі центру міста.

## Зв'язки з Україною
У червні 2016 Таураге відвідав міський голова Тернополя Сергій Надал, проректор Тернопільського технічного університету Тетяна Вітенько. Таураге запровадив програму підтримки українських дітей, батьки яких беруть участь у війні з Російською Федерацією. 

## Відомі особистості
В поселенні народились:
- Вілія Алекнайте-Абрамікєне (* 1957) — литовський політик та музикознавиця.
- Реміґіюс Шимашюс (* 1974) — литовський юрист, політик.
- Шкляр Геннадій Макарович (1946—2011) — український письменник, член Національної спілки письменників України, лауреат конкурсу НСПУ.

## Галерея

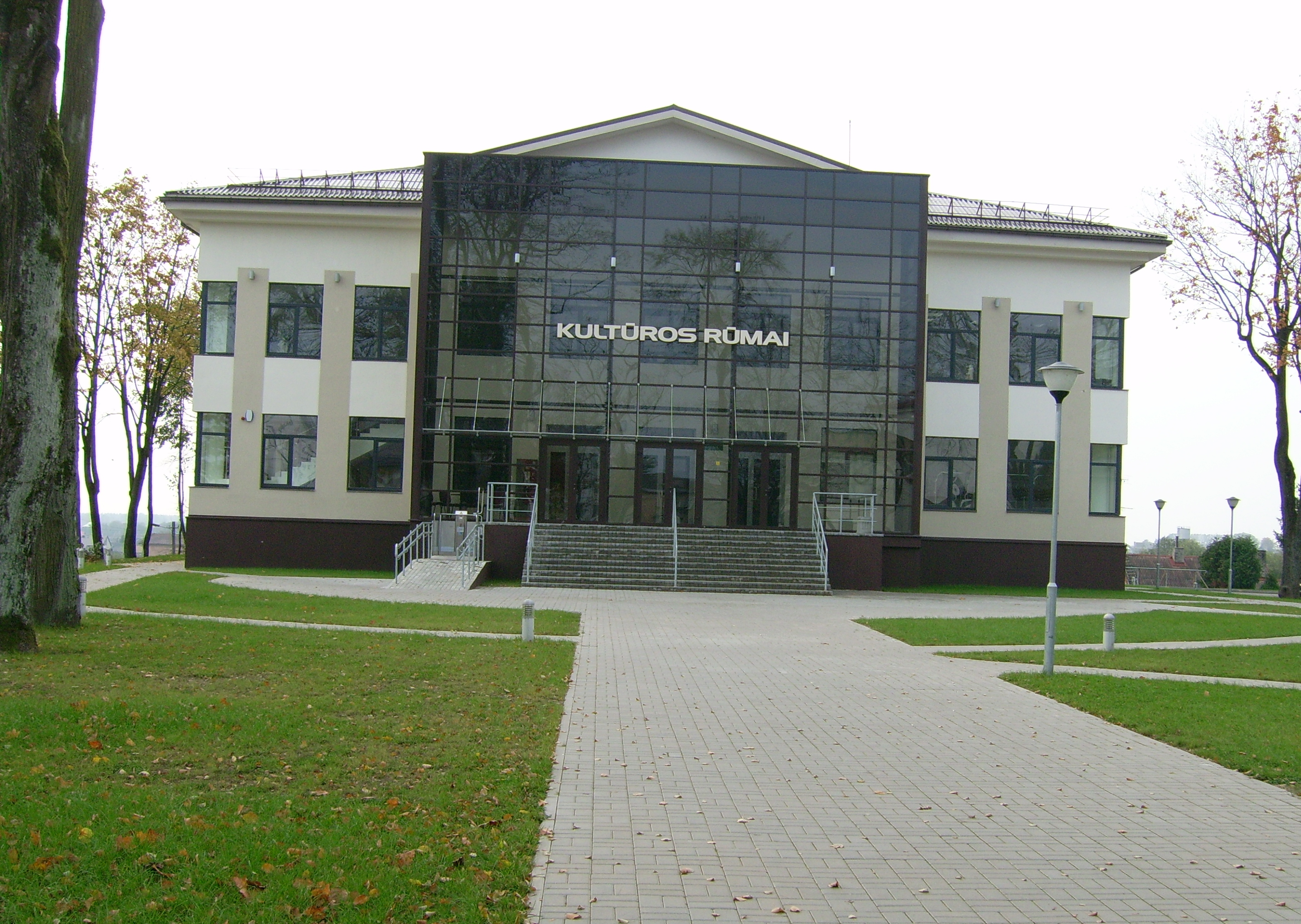
Палац культури
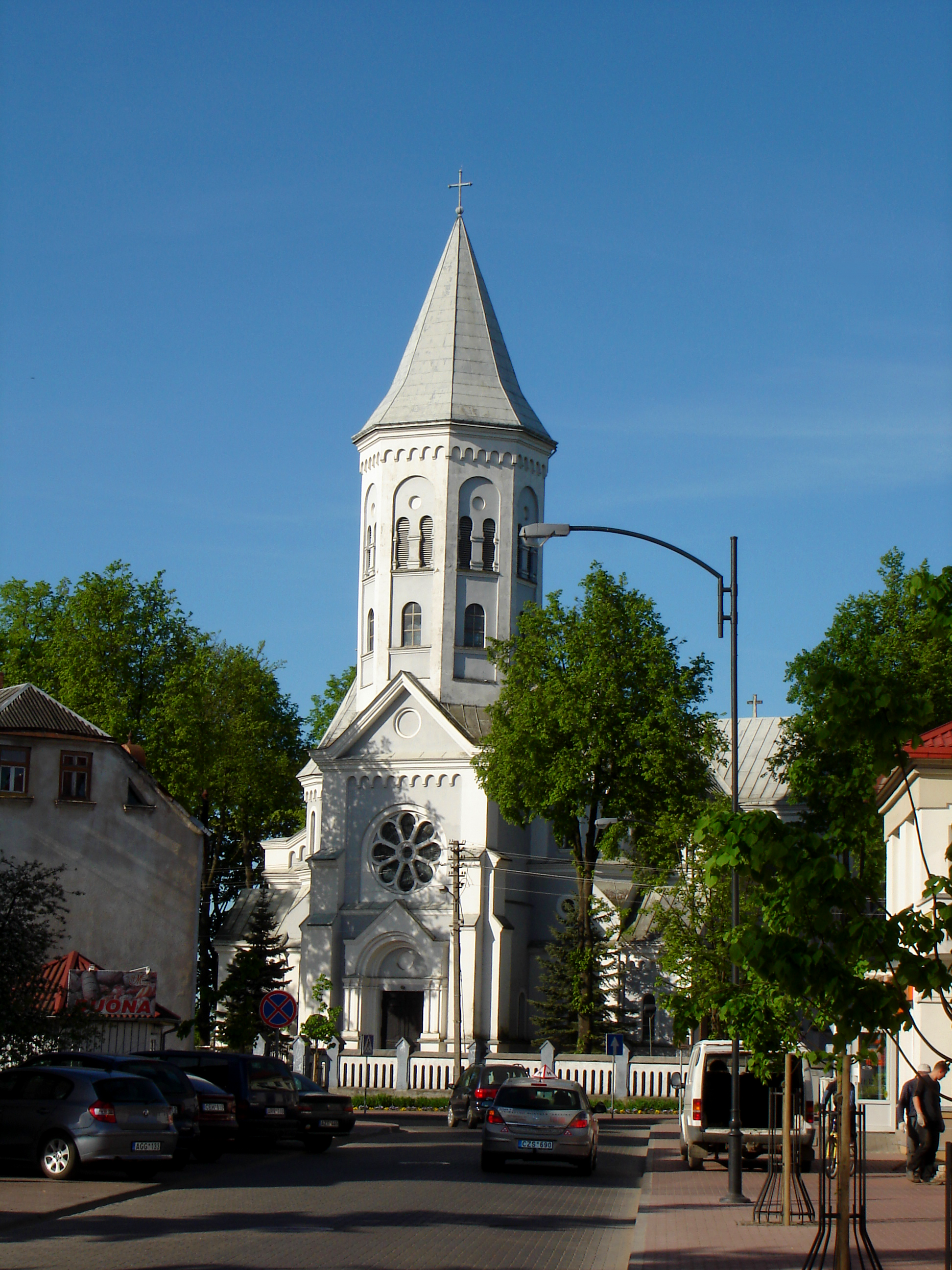
Церква
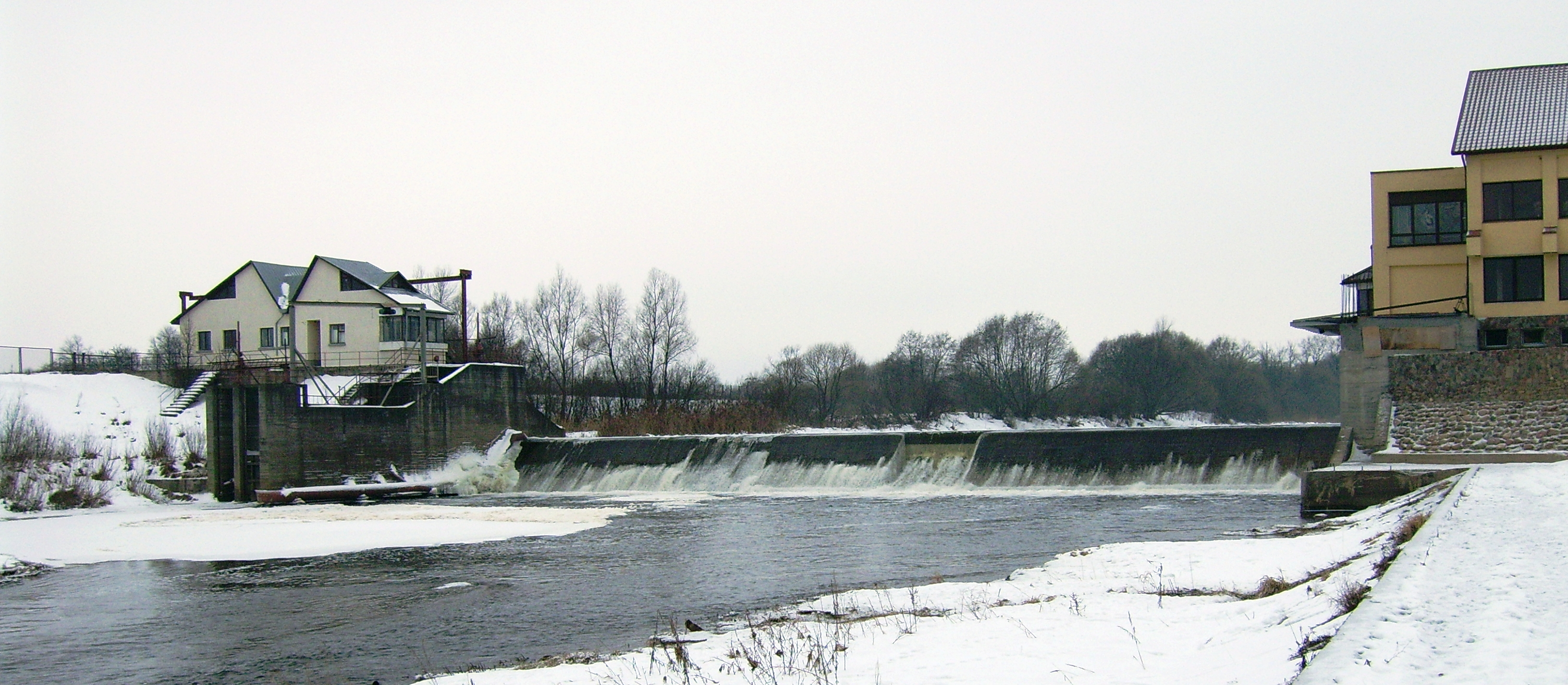
Гребля на річці Юрі
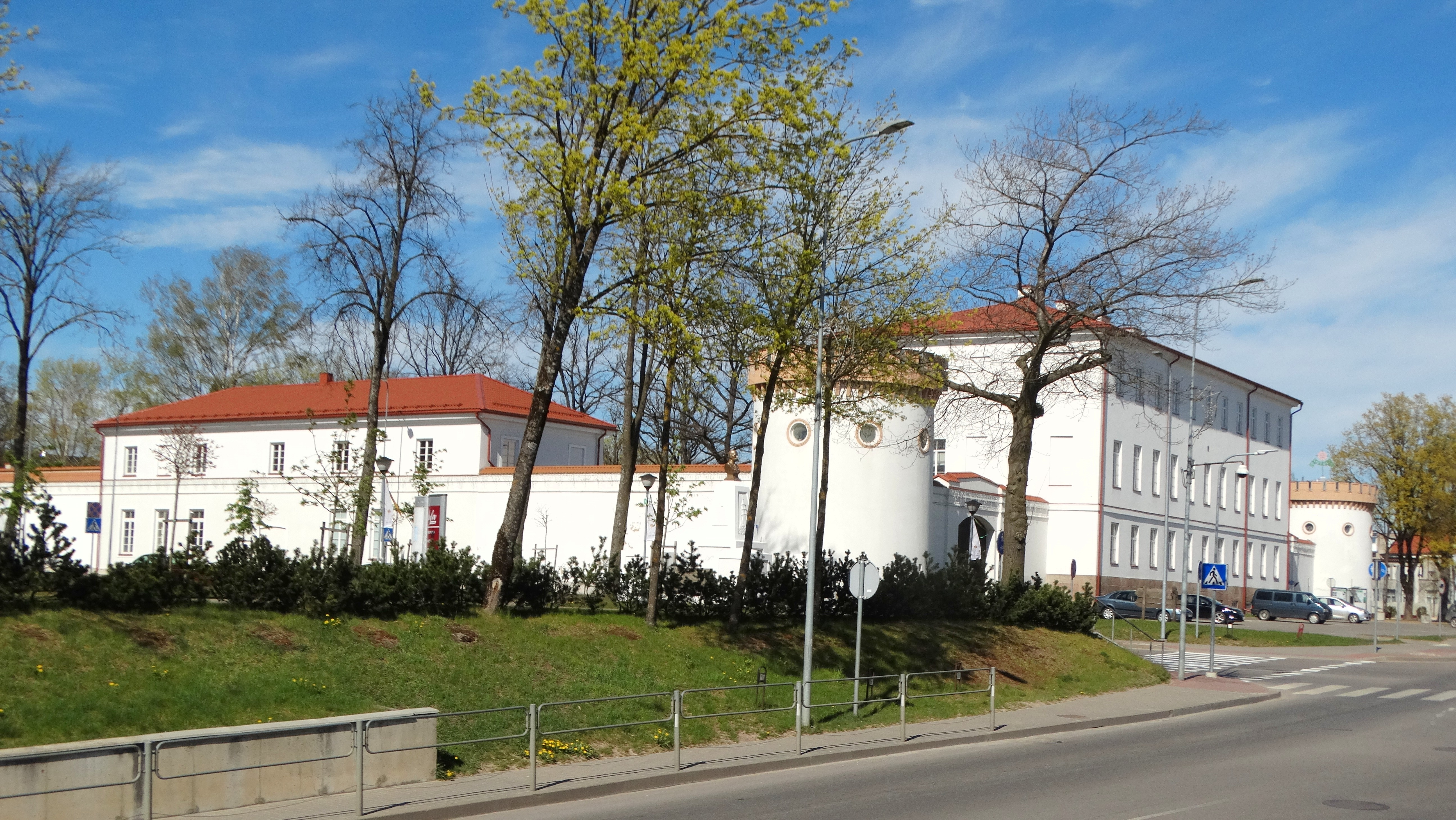
Замок Таураге